# Borsigplatz
Borsigplatz, Dortmund-Borsigplatz — dzielnica miasta Dortmund w Niemczech, w kraju związkowym Nadrenia Północna-Westfalia, w okręgu administracyjnym Innenstadt-Nord. W roku 2010 liczyła 11 246 mieszkańców.